# Homo georgicus
Homo georgicus es una especie de homínido establecida en 2002 a partir de los fósiles encontrados un año antes en Dmanisi, en el Cáucaso, República de Georgia. En un principio, se consideró intermedia entre el Homo habilis y el Homo erectus, y relacionada con el Homo ergaster, aunque otras interpretaciones disienten de su consideración como especie diferenciada e incluso aportan estos mismos fósiles como prueba de una hipotética única especie dentro del género Homo.  Los fósiles se han datado entre 1,8 y 1,6 millones de años. El tamaño del cerebro se ha calculado entre 600 y 680 c.c. La estatura se ha estimado en 1,5 m.
Fue encontrado primero gran parte de un esqueleto (Vekua et al., 2002; Gabunia et al., 2002). Posteriormente, ha habido otros tres hallazgos, incluido un cráneo completo (pero sin dientes, solo con el canino izquierdo) y además, se han encontrado asociados con los huesos, artefactos de piedra y de percusión, que le permitían a esta especie cazar, matar animales y procesarlos. Ha quedado establecida la condición de cazador del Homo georgicus y no de carroñero ni de simple recolector y consumidor de alimentos blandos vegetales. El homínido de Dmanisi consumía carne, y este producto pudo haber sido la clave de la supervivencia de esta especie y de otros homínidos habitantes de altas latitudes, sobre todo en invierno. (Lordkipanidze, D.).
Al parecer, los cinco individuos de Dmanisi formaban una familia que se vio envuelta en una erupción volcánica que los obligó a penetrar en el abrigo, y luego murieron por asfixia debido a las cenizas volcánicas. Esa es la explicación que se desprende del estudio de los estratos, y la razón de por qué en este caso excepcional se encontró un número elevado de fósiles juntos que eran de edades tan variadas.